# フレンケル欠陥

NaCl結晶内での、2つのフレンケル欠陥

フレンケル欠陥（フレンケルけっかん、英語: frenkel defect）とは、結晶中において、格子点イオンが、格子間に移りその後に空孔が残った欠陥のこと。塩化銀 (AgCl) や臭化銀（AgBr）などのイオン結晶にて観察されやすい。フレンケル欠陥は、熱振動が原因で発生しやすい。このフレンケル欠陥の生成は、密度に関しては変化はない。電気伝導性を増加させる。電気伝導性が増える理由は、格子欠陥の生成と同時に電子の励起や、正電荷に帯電した空孔を生成し、それらが電流のキャリアになるためである。「フレンケル欠陥」の名称の由来は、ロシアの科学者のヤコブ・フレンケルにちなむ。
フレンケル欠陥の欠陥密度の式表現は、熱力学で知られているボルツマン分布や、より正確には統計力学のフェルミ・ディラック分布で表現される。
具体的に、ボルツマン分布で近似した場合、フレンケル欠陥の密度式は、以下のような式になる。
{\displaystyle C=A\exp \left(-{\frac {E_{f}}{kT}}\right)}
ただし
{\displaystyle C}：欠陥密度
{\displaystyle A}：比例定数
{\displaystyle E_{f}}：空孔の形成に必要なエネルギー。（一般に、物質の融点が低いほど、空孔形成エネルギーは小さい。）
{\displaystyle k}：ボルツマン定数
{\displaystyle T}：絶対温度。（ケルビン単位。）
である。